# Dalmo Pessoa
Dalmo Pessoa de Almeida (Presidente Alves, 11 de agosto de 1941 — São Paulo, 6 de outubro de 2020) foi um jornalista e cronista esportivo brasileiro.
É considerado um dos maiores nomes do jornalismo esportivo, tendo marcado época quando participava do programa Mesa Redonda, na TV Gazeta.

## Carreira
Dalmo tornou-se famoso por sua atuação no jornalismo esportivo radiofônico e televisivo, com passagens por vários veículos da imprensa paulistana. No rádio, passou por Rádio Tupi, Rádio Bandeirantes e Rádio Record; na TV, atuou na Rede Vida e Rede Gazeta, além de jornais como Notícias Populares e A Gazeta Esportiva.
Foi, porém, na TV Gazeta que se consagrou, ao participar do Mesa Redonda, resenha esportiva dominical que reunia nomes como Roberto Avallone, Fernando Solera e Chico Lang.
Em 2010, depois de se demitir da Gazeta, abandonou o jornalismo esportivo e atuou como diretor comercial do Hospital Igesp e diretor administrativo do plano de saúde Trasmontano.
Na década de 1990 foi vereador em São Paulo pelo PMDB.

### Prêmios
Dalmo Pessoa foi homenageado em 2011, pela ACEESP (Associação dos Cronistas Esportivos Estado de São Paulo), por marcar história no jornalismo esportivo. Além disso, foi premiado nas seguintes edições do prêmio:
| Ano  | Prêmio                                                                     | Categoria         | Resultado | Ref.   |
| ---- | -------------------------------------------------------------------------- | ----------------- | --------- | ------ |
| 1994 | Troféu ACEESP (Associação dos Cronistas Esportivos do Estado de São Paulo) | Repórter de Rádio | Venceu    | [ 11 ] |
| 1997 | Troféu ACEESP (Associação dos Cronistas Esportivos do Estado de São Paulo) | Jornal            | Venceu    | [ 12 ] |
| 1999 | Troféu ACEESP (Associação dos Cronistas Esportivos do Estado de São Paulo) | Jornal            | Venceu    | [ 13 ] |

## Morte
Dalmo Pessoa morreu aos 78 anos, no Hospital Trasmontano, na Zona Sul de São Paulo, quando estava internado para tratar uma pneumonia.